# William D. Wittliff
William Dale Wittliff, parfois crédité comme Bill Wittliff, né le 21 janvier 1940 à Taft (Texas) et mort le 9 juin 2019 à Austin (Texas), est un scénariste, auteur et photographe américain.
Il a écrit les scénarios pour En pleine tempête (The Perfect Storm, 2000), La Vengeance mexicaine (Barberousse 1982), L'Homme dans l'ombre (Raggedy Man, 1981 ), et plein d'autres.

## Jeunesse
Wittliff est né à Taft, au Texas, le 21 janvier 1940 et a déménagé à Blanco, au Texas, à l'adolescence. Il a étudié le journalisme à l'Université du Texas à Austin et a travaillé pour une maison d'édition à Austin et a été directeur des affaires et de la production pour la Southern Methodist University Press à Dallas.
En 1964, il crée sa propre maison d'édition, Encino Press. Le dernier livre de l'Encino Press est Blue & Some Other Dogs de John Graves, publié en 1981.

## Carrière
Wittliff a écrit Les Moissons de la colère (Country, 1984), et le film aurait été ses débuts de réalisateur, mais il a démissionné après le licenciement de son directeur de la photographie.
Wittliff a rencontré Willie Nelson à la fin des années 1970 et il était un écrivain sur Honeysuckle Rose (1980) et Barbarosa (1982), tous deux avec Nelson. Wittliff a accepté d'écrire un script basé sur l'album de Nelson Red Headed Stranger (1975). Wittliff a terminé un projet en 1979 et Universal Studios a donné son feu vert au film avec un budget de 14 millions de dollars. Le studio voulait que Robert Redford joue le "Red Headed Stranger", un rôle que Nelson s'était imaginé. Redford a refusé la pièce et Nelson et Wittliff ont retourné leurs avances pour racheter le script. Wittliff a ensuite réalisé et coproduit (avec Nelson) le film Red Headed Stranger (1986).
Wittliff a écrit des scénarios pour la mini-série Lonesome Dove (1989) pour laquelle il a remporté un prix de la Writers Guild of America en 1990 pour la saison 1, épisode 1: "Partir". et un prix Bronze Wrangler du National Cowboy & Western Heritage Museum. En 1995, il remporte un autre Bronze Wrangler pour Legends of the Fall (1994). Wittliff a également reçu le Distinguished Screenwriter Award du Austin Film Festival en 1996.
Wittliff était également un photographe distingué. Ses photographies figurent dans les livres Vaquero: Genesis of the Texas Cowboy (2004), La Vida Brinca (2006) et A Book of Photographs from Lonesome Dove (2007).

## Vie privée
En 1996, Wittliff a été récipiendaire du Distinguished Screenwriter Award de l'Austin Film Festival. En 2001, Witliff a été intronisé au Texas Film Hall of Fame. En 1959, il a été initié en tant que membre du chapitre Tau de Kappa Sigma à l'Université du Texas et en 2012 est devenu le 79e récipiendaire de la distinction d'homme de l'année de la Kappa Sigma Fraternity. En 2014, Wittliff et son épouse Sally Wittliff, avocate à Austin, au Texas, ont reçu un doctorat honorifique en lettres de la Texas State University.
Wiffliff est mort le 9 juin 2019 à Austin d'une crise cardiaque à l'âge de 79 ans,.

## Récompenses et distinctions
- (en) William Dale Wittliff: Awards, sur l'Internet Movie Database